# Fetges (Sautó)

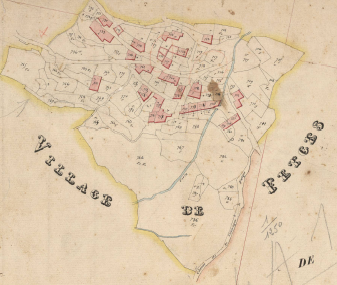
Fetges en el Cadastre napoleònic del 1812 (Arxius Departamentals dels Pirineus Orientals)

Fetges (['fetʒəs]) és un poble de la comuna de Sautó, a la comarca del Conflent, de la Catalunya del Nord.
És situat quasi a l'extrem de ponent del terme comunal al qual pertany, davant i al nord-est de la vila de Montlluís. Per la seva proximitat a Montlluís, a la pràctica ha esdevingut com un barri de la vila, i els habitants de Fetges se serveixen més de l'oferta de Montlluís que de la de Sautó.
Joan Coromines, en el seu Onomasticon Cataloniæ, explica que aquest topònim, com molts dels altres pobles veïns, procedeix d'un nom propi germànic. En aquest cas, de l'arrel fādi, existent en fràncic, com està ben documentat, amb l'afegitó del sufix possessiu -ik. La forma primitiva devia ser fadicus/fedicus, que evolucionà igual que les paraules viatge i metge, procedents, espectivament, de viaticu i medicu. A més, es donà una coincidència, que devia ajudar en l'evolució, amb el mot ficatum > fēticu > fetge.